# Nothocasis neofasciata
Nothocasis neofasciata är en fjärilsart som beskrevs av Hofer 1920. Nothocasis neofasciata ingår i släktet Nothocasis och familjen mätare. Inga underarter finns listade i Catalogue of Life.